# Вестерос ИК
Вестерос ИК (на шведски: Västerås Sportklubb) е шведски футболен отбор от едноименния град Вестерос, в областта Вестманланд. Участва в Алсвенскан (Висшата дивизия на Шведския футбол), сезон 2024.

## История
„Вернаму“ е основан на 29 януари 1904 година. Играе втория си сезон в Алсвенскан през 2024 година, завършвайки на последното 14-то място и изпадайки в по-долната група. Играе на стадион „Ивер Арена“, бивш „Сведбанк Парк“ с капацитет 7 044 зрители.

## Успехи
- Алсвенскан:
  - 12-то място (1): 1997
- Първа дивизия Север / Суперетан: (2-ро ниво)
  -  Шампион (2): 1996, 2023
- Първа дивизия Север: (3-то ниво)
  -  Шампион (2):: 2010, 2018
- Купа на Швеция:
  -  1/2 финалист (1): 2020/21